# Leucotmemis vicentia
Leucotmemis vicentia är en fjärilsart som beskrevs av Hans Zerny 1931. Leucotmemis vicentia ingår i släktet Leucotmemis och familjen björnspinnare. Inga underarter finns listade i Catalogue of Life.